# Wilhelm Pleydenwurff
Wilhelm Pleydenwurff (* 1460 in Nürnberg; † 1494 ebenda) war ein deutscher Maler und Holzbildhauer.

## Leben
Sein aus Bamberg zugezogener Vater Hans Pleydenwurff war ein wichtiger Nürnberger Maler. Wilhelm war vermutlich der jüngste von drei Söhnen. Er arbeitete mit seinem späteren Stiefvater Michael Wohlgemut zusammen, dem Lehrer von Albrecht Dürer. Mit Wohlgemut zusammen gestaltete er die Bilder in der 1493 erschienenen Weltchronik des Hartmann Schedel.